# Body art u Hrvatskoj
Body art čine konceptualni umjetnici koji svoje tijelo ili tijelo druge osobe izravno upotrebljavaju kao objekt umjetničkog rada.
Na hrvatskoj umjetničkoj sceni ističu se umjetnici body arta koji koriste performans, happening, fotografiju, video – umjetnost i filmove kao osnovna sredstva umjetničkog izražavanja.

## Počeci
U šezdesetim godinama 20. stoljeća po prvi puta se u Hrvatskoj počinju pojavljivati umjetnici koji ljudsko tijelo uzimaju kao osnovni motiv, štoviše, glavno sredstvo izražavanja i elementarni objekt u stvaranju svoje umjetnosti. Zagreb je bio živo umjetničko središte; u to vrijeme bile su priređivane međunarodne izložbe Novih tendencija, glazbeni bijenale, Genre Film Festival, studentski kazališni festivali, bila je jako razvijena eksperimentalna filmska scena, grupa Gorgona je bila aktivna, izvodili su se prvi hepeninzi i akcije. 
Konceptualna umjetnost se pojavljuje na sceni s grupom Tihomira Simčića, ambijentalnim djelima i intervencijama u gradski prostor umjetnika koji su se okupljali oko Galerije Studentskog Centra te Muzeja suvremene umjetnosti; umjetnici su započeli sa snimanjem videa, a sredinom sedamdesetih godina Grupa šestorice autora počela se baviti svojim izložbama-akcijama
Postojeće granice likovnih umjetnosti nepovratno su proširile i umjetnici su se počeli okretati prema novim materijalima, novim medijima i novim načinima stvaralaštva - od novih tehnologija pa sve do "organskih materijala" kao što je i samo ljudsko tijelo.

## Umjetnički kontekst
Umjetnost body arta, a time i umjetnost performansa u Hrvatskoj, razvija se od početka 60-ih godina 20. stoljeća u okvirima fenomena Nove umjetničke prakse. To je bilo razdoblje novog modela umjetnosti kojim se u prvi plan postavlja aktivnost umjetnika te se istodobno preispituju značenja i smisao djelovanja umjetnika u društvu. Upravo to usmjerenje prema analizi fenomena kulture, društva, političkih i ekonomskih uvjeta života inaugurirala je nove medije kao oblike izražavanja i istraživanja (fotografiju, video, performanse, akciju, prostorne intervencije, instalacije i sl.) preispitujući najčešće njihove uvjete, mogućnosti, granice i rezultate. 
Radovi nastali u tom razdoblju najčešće su konceptualni ili ambijentalni s težnjom prebacivanja naglaska s estetskih kategorija na etička načela. Naglašavanje tih etičkih načela, kao i fokusiranje umjetnosti na pojedinca, muškarce i žene u socijalnom, kapitalističkom ili globalnom kontekstu, najviše se odražava u umjetnosti performansa.
Naši umjetnici-performeri dotiču se "vlastitim tijelom" različitih problema i koncepti u društvu – od feminizma, konzumerizma, medijske manipulacije, kršenja osnovnih društvenih pravila ponašanja preko umjetnikovog/umjetničinog samopromišljanja i autoreprezentacije, pa sve do forsiranja vlastitog tijela do granica izdržljivosti u sklopu određenog ratnog, odnosno političkog konteksta. 
U prvom redu to su Tomislav Gotovac, Vlasta Delimar, Željko Jerman, Sanja Iveković, Dalibor Martinis, Ivana Keser, Aleksandar Battista Ilić, Slaven Tolj te Siniša Labrović. Svima im je zajedničko da se ne bave isključivo body artom, već i drugim segmentima umjetnosti, kao što su fotografija, film ili video umjetnost te ih nerijetko povezuju s body artom. Nadalje, to su umjetnici koji međusobno surađuju u zajedničkim performansima, video-instalacijama, pa i na određeno vrijeme u grupama umjetnika kao što je bila Grupa šestorice autora.

## Istaknuti umjetnici
Na hrvatskoj body art sceni performans će se nametnuti kao osnovni postupak u izražavanju umjetnosti tijelom, počevši od Tomislava Gotovca, umjetnika kojeg nazivaju anarho-ocem performansa, preko umjetnica koje se dotiču feminističke tematike – Vlaste Delimar i Sanje Iveković - pa sve do performera koji kritiziraju kapitalističko društvo i dotiču se ratne tematike, kao što su Siniša Labrović ili Slaven Tolj.

### Tomislav Gotovac
Tomislava Gotovca, odnosno Antonia Lauera, nazivaju anarho-ocem performansa i strukturalističkog filma. Osim što se bavio performansom, Gotovac je djelovao i kao filmski redatelj, glumac te multimedijalni i konceptualni umjetnik. Rođen je u Somboru, u Vojvodini, 9. veljače 1937. godine. U Zagrebu živi od 1941. do 1967. te opet od 1975. godine sve do smrti 24. lipnja 2010.
Fotografijom se bavio od kraja 1950-ih, eksperimentalnim filmom i multimedijskim istraživanjima od 1960. godine. Godine 1962. snima svoj prvi film u Zagrebu, a 1964. radi svoje prve kolaže. Diplomirao je filmsku režiju na Akademiji dramskih umjetnosti u Beogradu kod profesora Aleksandra Petrovića 1976. s filmom Presuda. Sudionik je Dana hrvatskoga filma, mnogih revija, izložbi i Festivala novog filma i videa u Splitu koji mu je 2000. udijelio i nagradu za životno djelo.
Glenn Miller 2000 je 2002. godine na Danima hrvatskoga filma osvojio nagradu "Oktavijan" kao najbolji eksperimentalni film. Dead Man Walking, 50-minutni rad iz 2003. godine, filmski je esej i svojevrsna autobiografija kolažirana od Gotovčevih umjetničkih akcija i osobnih obračuna s raznim ideologijama. Godine 2005. mijenja ime Tomislav Gotovac u Antonio G. Lauer.
Iako je Gotovac bio svestran umjetnik s povećim filmskim opusom, u njegovom umjetničkom radu istaknut je jedan segment koji ga je učinio poznatim široj javnosti – umjetnost performansa. Gotovac je pionir performansa na ovim prostorima, počevši od 1954. godine kada izvodi svoj prvi performans u Mostaru. On je prvi naš umjetnik koji služeći se vlastitim, nagim tijelom izražava svoj umjetnički izričaj te time zadobiva pažnju publike. Gotovac uzima vlastito tijelo kao ready-made; on sam je predmet svoje umjetnosti. Vlastito tijelo postavlja u različite situacije i događaje te ga uvodi u unaprijed osmišljene radnje koje izvodi na javnom mjestu. Odjeveno, njegovo tijelo u javnosti ne bi imalo ni približno zamjetljan ili provokativan učinak kakvo ima kao golo, odnosno goli umjetnik u gomili odjevenih, običnih ljudi. Objašnjavajući svoje akcije, Gotovac tvrdi da je golo tijelo u javnom prostoru, u mom gradu, blasfemija, vrijeđanje malograđana.
"Izlaganje vlastitog golog tijela na javnom mjestu", navodi Denegri, "simbolički je čin slobode ponašanja kojim umjetnik poziva svoju publiku da se bori za ostvarenje svojih osobnih sloboda. Umjetnička akcija na javnom mjestu, riječju umjetnost, Gotovcu služi kao pokriće, alibi, okrilje u osnovi anarhističkog političkog čina, čak i uzorna etičkog primjera."

#### Naš happ
Godine 1967. u okviru Festivala eksperimentalnog filma (GEFF) u Zagrebu, izvodi prvi hepening – "Naš happ". Scenarij hepeninga napisali su Gotovac, Šercar i Lukas. Sam hepening je bio izveden u podrumu Ilice 12 u Zagrebu i trajao je oko sat vremena. Dvorana u kojoj se hepening odvijao bila je unaprijed pripremljena: zatamnjena, zadimljena tamjanom i dekorirana praznim puževim kućicama postavljenim po podu i na stolicama tako da je ulazak publike bio popraćen zvukom krckanja puževih kućica. Na zidu je bila prikazana projekcija Playboya s razodjevenom ženom, a u pozadini je bila pjesma Chris Connor, "Spring is Here". Na sceni su bili postavljeni i jedan kredenc s kruhom i mlijekom, dva bata, lopte od novinskog papira, četiri ili pet kokoši, gitara, violina i harmonika. Osim Gotovca i ostalih suučesnika, odjevenih u tamna odijela, na sceni je sjedila i žena koja je također trebala biti razodjevena, a njena je uloga bila ta da ometa publiku. Sam hepening započeo je sa sviranjem navedenih instrumenata, iako prema Gotovcu, nitko od njih nije znao svirati. Nakon toga, bacanjem papirnatih lopti počela je komunikacija s publikom. Publika i izvođači hepeninga su se međusobno gađali loptama i kokošima. Kokoši su trebale biti zaklane sjekirom i izvođači su njihovom krvlju namočenim rukama planirali ostaviti otiske na zidovima. Međutim, nestalo je struje i izvođači i publika su stajali u mraku nekih petnaest minuta. 

#### Ulični performansi
Kasnije se Gotovac okreće uličnom performansu, koji najčešće izvodi na gradskim trgovima i glavnim ulicama i to obično s početkom izvođenja točno u podne. Tako 1971. u Beogradu izvodi akciju pod nazivom "Trčanje gol centrom grada". Godine 1979. u Zagrebu u sklopu X. muzičkog bijenala izvodi performans "100 – Fućkanje". U performansu je sudjelovalo sto izvođača sa zviždaljkama, Tom Gotovac i njegov asistent Ivan Paić. U prvom dijelu akcije Gotovac koordinira skupini sa zviždaljkama koja zviždi prema partiturama ucrtanim u kvadrate na kojima sudionici stoje. U drugom dijelu Gotovac se razodijeva te nag zviždeći nastavlja obilaziti kvadrate s partiturama. Na Trgu bratstva i jedinstva 6. lipnja 1981. godine nakon petogodišnje akcije Puštanja svih dlaka na glavi izvodi "Šišanje i brijanje u javnom prostoru III".
Vjerojatno jedan od najpoznatijih Gotovčevih uličnih performansa bio je performans pod nazivom "Ležanje gol na asfaltu, ljubljenje asfalta (Zagreb, volim te!)", hommage Howardu Hawksu i njegovu filmu Hatari iz 1961., izveden 13. studenog (petak) 1981. godine u podne i s trajanjem od sedam minuta. Performans se sastojao od nagog hodanja Ilicom i Trgom Republike te ljubljenja asfalta. Naime, nakon što je rekao Zagreb, volim te!, Gotovac je legao na asfalt i poljubio ga. Performans je završen policijskim privođenjem Gotovca.
Na prvoj javnoj manifestaciji performansa u Hrvatskoj pod nazivom Tjedan performancea Javno tijelo na kojoj se javno tijelo nekih performera u pojedinim uličnim događajima koristilo kao metafora javnosti, Tomislav Gotovac izveo je performans "Prilagođavanje objektima na Trgu maršala Tita – Trg maršala Tita, volim Te!", a kojim je referirao upravo na performans "Ležanje gol na asfaltu, ljubljenje asfalta (Zagreb, volim te!)". 

#### The Weekend Art: Hallelujah the Hill
The Weekend Art: Hallelujah the Hill (1996. – 2004.) višegodišnji je izletnički projekt troje umjetnika: Aleksandra Battiste Ilića, Tomislava Gotovca i Ivane Keser.  The Weekend Art kombinira body art, performans, fotografiju, film, land art i konceptualnu umjetnost. Projekt se sastojao od penjanja Ilića, Gotovca i Keser svake nedjelje na Medvednicu od 1995. godine. Autor projekta Aleksandar Battista Ilić objašnjava kako je projekt povezan sa subjektom tijela i uma, to je ishod dubokog prijateljstva; naši razgovori u prirodi uvijek su naginjali tome da se usredotoče na književnost, film i filozofiju te na različite manifestacije svakodnevnog života. 
Ono što se na prvi pogled doima kao "izletnički" projekt ubrzo se pretvara u performans bez publike, koji je temeljito dokumentiran s tisućama fotografija. I ovaj je projekt, poput većine Gotovčevih performansa, posvećen filmu i to filmu "Hallelujah the Hills" Adolfasa Mekasa iz 1963. godine. "Zbog ključnog udjela režije u tim samo prividno dokumentiranim snimcima", navodi Denegri, "radi se o filmskom projektu realiziranom u slajdovima".
Prije ovog projekta Ilić je već surađivao s Ivanom Keser u neformalnoj umjetničkoj skupini EgoEast (1992. – 1995.), dok je Tomislavu Gotovcu ovaj projekt bila prva umjetnička suradnja. Svo troje umjetnika istodobno su radili i na individualnim projektima, a zajednički su projekt izvodili isključivo vikendom. Ilićeva zamisao bila je krajnje jednostavna: pretvoriti ono što se tradicionalno drži danom odmora u radno vrijeme umjetnika. Projekt je rad koji se nastavlja i dalje, a po svojoj prirodi može se reći da je to "film realiziran u slajdovima" napravljenih fotokamerom i samookidačem, s više od 1400 dijapozitiva. Umjetnici upotrebljavaju svoja tijela kao projekcijska platna i tih tisuću fotografija, odnosno slajdova projiciraju na svoja naga tijela.
Projekt je bio predstavljen u obliku slajd projekcija, jumbo plakata, razglednica, autorskih novina te fotografija u najznačajnijim muzejima i galerijama moderne i suvremene umjetnosti u Berlinu, Stockholmu, Amsterdamu, New Yorku, Ljubljani, Barceloni, Budimpešti, Moskvi, Kopenhagenu, Beču, Dublinu i mnogim drugim gradovima. Sudjelovanje u performans događanju u Irskom muzeju moderne umjetnosti u Dublinu na poziv Marine Abramović jedno je od najznačajnijih prezentacija ovog projekta. Sam projekt uvršten je u mnoge svjetske antologije, knjige i publikacije. Iz istoimenog projekta proizašao je i Film Body Essay – serija performansa iste grupe umjetnika, koja produbljuje dijaloge s idejama pojedinih filmova.

### Vlasta Delimar
Vlasta Delimar rođena je 1956. godine u Zagrebu. Godine 1977. završava Školu primijenjene umjetnosti te upoznaje Željka Jermana i umjetnike iz Grupe šestorice. Godine 1978. započinje zajednički život s Jermanom s kojim uči sve o fotografiji i sudjeluje u osnivanju art časopisa MAJ-75. Godine 1979. izvodi prvi performans s Jermanom u Zagrebu, 1980. izvodi prvi samostalni performans, a 1981. godine postavlja prvu samostalnu izložbu. Godine 1988. započinje zajednički život s umjetnikom Vladom Martekom s kojim dobiva i kćer Dolinu. Za ratnog perioda od 1991. do 1995. godine ne stvara ništa. Godine 1997. dobiva stipendiju ArtsLinka (Buffalo, SAD), a 1999. započinje projekt "Razgovor s ratnikom ili žena je nestala". Živi i radi u Zagrebu.

#### Suradnja sa Željkom Jermanom
Rad Vlaste Delimar kao umjetnice koja se bavi performansom započinje izvođenjem zajedno sa Željkom Jermanom, fotografom i članom Grupe šestorice. Godine 1979. zajedno izvode performans pod nazivom "Pokušaj poistovjećivanja". Vlasta Delimar i Željko Jerman goli stoje pred publikom, na tijelo bojom ispisuju "JA", priljubljuju tijela i boja se zamrlja te tekst postaje nečitljiv. Peru svoja tijela te ponovo ispisuju "JA" i neko vrijeme stoje mirno. Performans se odvijao u zagrebačkom Podroomu i trajao je oko 20 minuta. 
Tematski blizak ovom performansu je i performans "Desimbolizacija" kojeg izvode 1980. godine na Cresu i ponavljaju u Beogradu, Zagrebu i Kasselu. Opet stoje Delimar i Jerman goli jedno pored drugog, no ovog puta na svoja tijela crtaju bojom simbole: Vlasta Delimar crta simbol ženskog spola, a Jerman muškog. Zatim sljedi potpuno prebojavanje tijela: ona koristi ružičastu boju, a on plavu. Priljubljuju tijela i grle se, pritom otiskujući boju jedno na drugo. Odvoje se i neko vrijeme stoje mirno. 
Godine 1982. Delimar i Jerman izvode performans temeljen na stvarnom događaju – njihovom vjenčanju. Performans "Vjenčanje" započinje odlaskom umjetnika zajedno s publikom u crkvu. Nakon ceremonije vjenčanja odlaze na proslavu u galeriju gdje je postavljena izložba fotografija s vjenčanja u općini, a naknadno i s crkvenog vjenčanja. S magnetofona se reproducira snimak govora matičara i svećenika.

#### Samostalni radovi
Godine 1980. Vlasta Delimar samostalno izvodi performans "Transformacija ličnosti" u Galeriji Studentskog centra u Zagrebu. Na postavljenu modnu pistu uz pratnju disko glazbe izlazi Vlasta Delimar obučena u svoju svakodnevnu odjeću, bez šminke. Zatim izlazi u različitoj odjeći, našminkana, s različitim frizurama. Na kraju performansa izlazi gola.
Godine 1985. u Galeriji događanja u Zagrebu izvodi performans "Draga Vlasta". Vlasta Delimar u polumračnom prostoru ispunjenim granjem leži nepomično, u poderanoj haljini s tijelom mjestimice polivenim krvlju. 
Iste godine na Cvjetnom trgu izvodi performans "Vezana za drvo" u trajanju od 45 minuta. S masnicama po licu i tijelu i razderanom odjećom stoji privezana lancem i užetom za drvo uz glazbu Klausa Nomija. 
Godine 1986. u Galeriji PM izvodi performans "Jebanje je tužno". Na zidovima galerije su postavljeni veliki križevi od bijelog i crnog papira na kojima je ispisano "Jebanje je tužno". Na podu je veliki bijeli križ na kojemu leži gola umjetnica licem prekrivenim crnim tilom, tijela prebojanog u crno, osim bradavica koje su obojene u crveno. Na suprotnom zidu je veliki crni križ u čijem podnožju sjedi muškarac odjeven u crne hlače i bijelu košulju te crno obojanih usana. Zamračen je prostor i svjetlo unakrsno osvjetljavaju muškarca i umjetnicu. Kad započne glazba, muškarac ustaje, polaže bijelu ružu na Vlastino tijelo te izlazi. 
Godine 1996. prvi puta izvodi performans "Tražim ženu", performans koji je podigao dosta prašine od strane aktivista i društva za zaštitu životinja. Performans započinje s Vlastom Delimar odjevenom poput domaćice, s glavom prekrivenom crvenom gazom. Oštri noževe, reže kruh i priprema pile za kuhanje. U pozadini je video projekcija sa ženom i muškarcem koji sjede za stolom pretrpanim hranom i jedu. Delimar baca šnite kruha s vlastitim portretom u publiku. Preodijeva se samo u maskirnu jaknu i stavlja vojnički remen. Maršira sa živom kokoši koju zatim zakolje oštrim nožem te ju priprema za kuhanje. 
Godine 2001. u Zagrebu Vlasta Delimar izvodi performans "Lady Godiva" u kojem jaše na bijelom konju naga, s usnama obojenim u crno kroz najfrekventnije dijelove grada. Njeni pratioci dijele letke ljudima na kojima piše objašnjenje akcije.

#### Suradnja s Milanom Božićem
Godine 1999. po prvi puta izvodi performans "Razgovor s ratnikom ili žena je nestala". Izvodi ga zajedno s Milanom Božićem. Ratnik Milan Božić i umjetnica Vlasta Delimar započinju performans nagi, plesom preko pozornice, ispred slike ratnikova portreta. Performans se sastoji od dijaprojekcije s ratnikom i umjetnicom, video projekcije u kojoj ratnik umjetnici preobuva više pari cipela u parku, ratnikove ispovijesti o svojoj pokojnoj majci i ratu te umjetničine žive izvedbe u kojoj ona gleda vlastito golo tijelo u ogledalo osvijetljena snopom svjetlosti. Na kraju performansa Vlasta Delimar dolazi do ratnika, podiže ga za ruku te skupa odlaze.
Nakon Gotovčeve smrti u lipnju 2010., Vlasta Delimar i Milan Božić odlučili su odati počast svom prijatelju i velikom umjetniku serijom performansa pod nazivom "Apsolutni umjetnik (sjećanje i osjećaj) Antonio Gotovac Lauer" predstavljenih tijekom 2011. na brojnim lokacijama gdje je Gotovac izvodio tijekom svog života diljem Hrvatske i u inozemstvu: Veneciji, Londonu, Parizu i Beogradu.
Kao rezultat ovog jednogodišnjeg projekta nastali su istoimeni film i knjiga –
"Apsolutni umjetnik (sjećanje i osjećaj) Antonio Gotovac Lauer". U knjizi su obuhvaćene serije performansa s nikad objavljenim fotografijama, unosima iz umjetničinog privatnog dnevnika kao i pisanim sjećanjima Gotovčevih suradnika. 
Vlasta Delimar, ističe Martina Matić, "bez ikakve zadrške, opterećenja izlaže svoje tijelo, s jasnom porukom i svjesnošću sebe kao žene i umjetnice. Za mnoge njena je umjetnost teška, čak sirova i nimalo sofisticirana. Ona svoje tijelo "grubo" prezentira publici, nastojeći probuditi svijest o položaju žene u društvu i to ponajprije polazeći od sebe. Cilj njenog djelovanja jest otvorena analiza čije rezultate priopćava publici u neretuširanoj ili simbolički vrlo jasnoj objavi. Seksualnost je bitan element njenog rada, jednako kao i njena potreba za čvrstim muškim osloncem koji joj pruža utočište i snagu."

### Sanja Iveković
Sanja Iveković jedna je od najznačajnijih predstavnica konceptualne i feminističke umjetnosti u Hrvatskoj. Rođena je 1949. godine u Zagrebu. Od 1968. do 1971. godine studira grafiku na Akademiji likovnih umjetnosti u Zagrebu. Od kasnih šezdesetih pa sve do danas bavi se multimedijalnom umjetnosti, a njen umjetnički opus temelji se na fotografiji, performansu, instalacijama i videu. Uz Gorana Trbuljaka i Dalibora Martinisa veže je pionirski rad u video-umjetnosti na ovim prostora. Od 1994. godine predaje u Centru za Ženske studije u Zagrebu. Godine 1997. osniva Ženski umjetnički studio "Elektra". 
Svoju umjetničku aktivnost započinje krajem šezdesetih, početkom sedamdesetih u okviru Nove umjetničke prakse. U njenoj umjetnosti uočljive su "naznake političkog", međutim one nisu uvjetovane političkom ideologijom već služe kao isticanje problema u društvu te kao kritika samog društva, a osobito se dotiče ženske tematike. Ona je prva umjetnica koja koristi medij performansa i videa za suprotstavljanje tjelesnog (uglavnom pomoću ženske seksualnosti) i političkog, ali s jasno izraženim feminističkim stavom.
Godine 1979. izvela je performans "Trokut". Performans je imao specifično mjesto i vrijeme održavanja. Performans-akcija odvijala se na balkonu umjetničina stana u Savskoj br. 1 i to u vrijeme kad je Zagreb posjećivao tadašnji predsjednik Josip Broz Tito – 10. svibnja 1979. Performans se zvao "Trokut" jer su ga činile tri osobe: sama umjetnica koja je sjedila na balkonu svoga stana, policajac na ulici ispred njezine zgrade i osoba na krovu hotela International preko puta umjetničina stana. Performans počinje tako da umjetnica izlazi na balkon i sjeda na stolac, zatim si toči whiskey, čita knjigu i pravi se da se samozadovoljava u trenutku kad Titova limuzina prolazi i gomile građana ga pozdravlja. Zbog neprozirne ograde njenog balkona, Sanju Iveković je jedino mogla uočiti osoba na krovu hotela te walki-talkijem dojaviti policajcu na ulici. Kako je umjetnica pretpostavila tako se i desilo. Ubrzo nakon "pogleda" s krova na vrata umjetničina stana dolazi policajac te joj naređuje da se osobe i predmeti moraju ukloniti s balkona čime njezin dotadašnji subverzivan čin nastoji dovesti u državni red.
Rad Sanje Iveković, uočava Martina Matić "obilježen je njenim životnim opredjeljenjem i stavom; feminizam kojem se ona priklanja uvelike se provlači kroz njenu umjetnost. Umjetničin rad ne uključuje samo njeno tijelo; ona "posuđuje" tijela stvarajući na taj način aktivan prostor za svoje poruke, stavove i razmišljanja. Njena umjetnost nije gruba i ne izaziva perceptivan otpor publike. Ona je prije svega umjerena, sofisticirana, ali jaka, a jasno izraženim stavom, i ironična."
U svojim performansima Sanja Iveković često se dotiče ženske tematike i načina na koji su žene prezentirane u medijima, a time i u društvu. Tako je u svibnju 1976. godine na Arte Fieri u Bologni izvela performans "Un jour violente" (Jedan dan izazovna) kao reakciju na reklamu u ženskom magazinu "Marie Claire". Reklama je bila podijeljena na tri dijela: "Jedan dan nježna. Jedan dan izazovna. Jedan dan tajanstvena.", s fotografijama žene koja je u svakom dijelu bila drukčije našminkana. Umjetnica je prostor u kojem se odvijao performans podijelila u tri dijela: bijeli paravan bio je crnim trakama podijeljen u tri dijela na vrhu kojih je pisalo: "Un jour tendre. Un jour violente. Un jour secrete." Svaki dio je bio dekoriran predmetima koji su se spominjali u reklami (gramofon, cvijeće, piće...). Ispred svakog odjeljka je bila postavljena stolica na rasklapanje, a u sredini stol s ogledalom i priborom za uljepšavanje. Performans je počeo ulaskom Sanje Iveković koja je sjela za stol te se počela uređivati, stavljati šminku, češljati se i piti Coca Colu. Dok performans traje, emitira se glazba te ženski glas koji neprekidno ponavlja tekst reklame "Jedan dan izazovna". Na kraju se umjetnica presvlači te izlazi u publiku s kojom započinje razgovor. 
Slične tematike se dotiče i u svom videu "Make up-make down". Ovoga puta umjetnica se koristi svojim tijelom kako bi naglasila seksualnu aluziju u nanošenju kozmetičkih preparata, opet kao komentar na reklame. Video je nastao 1976. godine za vrijeme Motovunskih likovnih susreta. Kadar je zaobljenih kutova, a kamera je cijelo vrijeme usmjerena na ženski dekolte i ruke u kojima se neprestano nalazi neki od kozmetičkih proizvoda. Način na koji se koristi kozmetika (maskara, ruž za usne itd.), asocira gledatelja na erotski čin. Sami oblici kozmetičkih preparata asociraju na falusoidni oblik, što umjetnica još više naglašava načinom na koji ih nanosi na lice. Radovima "Un jour violente" i "Make up-make down" Sanja Iveković usredotočuje se na problem stereotipizacije, kao jednim od najmoćnijih metoda manipulacije.
Godine 1978. u MM centru u Zagrebu izvodi performans "Inter Nos". To je bio prvi umjetničin performans koji je uključivao i snimanje videokamerom jer joj je u ranijim videoperformansima, kako sama umjetnica kaže "bilo veoma bitno da video snimka kasnije može funkcionirati i kao zasebni rad". Tijekom performansa umjetnica se nalazila u jednoj prostoriji, a posjetitelji su zasebno ulazili u drugu u kojoj se nalazio video link na kojem je producirana modulirana slika samih posjetitelja. Njihova reakcija na taj susret sa samim sobom i umjetnicom bilježila je kamera i producirala u trećoj prostoriji kao združenu sliku koja je djelovala kao "hot-line" susret između ljubavnika. Mimika i ponašanje onih koji su u performansu sudjelovali pokazivali su mogućnost ljudskog kontakta, pa i intimnog, na temelju govora tijela. 
Središnji problem performansa Sanje Iveković, zaključuje Matić, "uvijek su konvencije u ponašanju i komuniciranju, konvencije u fizičkoj pojavnosti osobe ("Un jour violente"), u ponašanju u intimnom kontaktu ("Inter nos") ili u javnom nastupu ("Prvi beogradski performans"), u pokretima tijela ("Melting Pot"). Jezik TV-a, ponašanje i ophođenje, predmet su proučavanja i ujedno sredstvo u njenim performansima. Ona nastupa pred publikom ili u većini slučajeva sa publikom, tako da konvencije i krizni momenti u komunikaciji postaju evidentni."

### Dalibor Martinis
Dalibor Martinis je hrvatski konceptualni umjetnik. Rođen je 1947. godine u Zagrebu. Bavi se video-umjetnošću, performansom i instalacijama.
Godine 1979. izvodi svoj prvi performans sa Sanjom Iveković pod nazivom "Vrijeme u Amsterdamu" ispred ulaznih vrata bivšeg zatvora tada često korištenog za umjetničke akcije. Umjetnici su tjedan dana glumili figurice muškarca i žene koji na barometru pokazuju kakvo će biti vrijeme, dakle, pokazivali su hoće li biti sunčano ili će padati kiša. 
Martinis u svoja tri video rada "Open Reel" i "Video Immunity" iz 1976. i "Manual" iz 1978. godine spaja tijelo i medij; princip koji nalikuje onome u videu-performansu "Make up-make down" Sanje Iveković. Martinis to objašnjava: "Točnije je da smo mi koji smo došli u dodir s videom kao prvi refleks imali potrebu provjeriti mogućnosti medija kao ogledala. Ogledalo je i ranije služilo umjetnicima kako bi mogli slikati autoportret, u vrijeme kada performance postaje jedna od dominantnih umjetničkih disciplina, ono je postalo sredstvo provjere pogleda gledatelja na umjetnika samog. U sva tri spomenuta rada izlažem se pogledu kamere koja mi služi kao ogledalo, dakle preuzima ulogu gledatelja, ali istovremeno ispitujem granice medija samog."
U videu "Open Reel" umjetnik je "povezan" s video rekorderom. Tadašnji video rekorder je imao otvorene kolutove s vrpcom. U procesu snimanja vrpca s prvog koluta prolazi preko video glave koja na nju stavlja magnetski zapis te se zatim namata na drugi kolut. Martinis intervenira u taj proces tako što sam prihvaća vrpcu i umjesto drugog koluta namata je oko vlastite glave, vrteći se na klavirskom stolcu na kojem je sjedio. Kako proces snimanja traje, tako se oko umjetnikove glave i lica namata sve više crne vrpce. Martinis objašnjava taj postupak: "Iako je na toj vrpci magnetski zapis mojeg lica ona ga sve više zakriva, ili ako hoćete obratno, iako vrpca sve više zakriva moju glavu oko nje se skuplja sve više slika te iste glave." Da bi poslije ovog performansa gledatelj pogledao video, odnosno da bi se video mogao reproducirati, bilo je potrebno oprezno odmotati vrpcu s umjetnikove glave te ju zamotati na drugi kolut video rekordera. Naime, vrpca omotana oko umjetnikove glave je ista vrpca na kojoj je zabilježen ovaj videoperformans.
U radu "Video Immunity" kontakt medija i umjetnikovog tijela više je simbolički. Umjetnik postavlja kameru na mjesto tuša te se pretvara da se tušira. Martinis objašnjava: "umjesto ritualnog pranja vodom izložio sam se tušu video zraka kako bi stekao imunitet prema mediju samom."
U "Manualu" Martinis postavlja kameru na stativ, zatim sve to podiže na dlan te pokušava balansirajući s kamerom fiksiranom na stativu ući u njeno vidno polje. Na snimci se vide kamera i umjetnikova ruka kao potpuno fiksne, dok pokretni dio snimke čini pod po kojem umjetnik balansira zadržavajući ravnotežu.
Godine 2010. Martinis nastavlja projekt koji je započeo prije 31 godinu u svom video intervjuu i performansu "Dalibor Martinis/1978. razgovara s Daliborom Martinisom/2010". Video dokumentacija performansa prikazuje video zapis u kojem Martinis 1978. godine sam sebi postavlja pitanja suočen „licem u lice“ s video zapisom iz 2010. godine u kojem umjetnik odgovara na pitanja koja je sam sebi postavio 1978. godine.  Performans je jednom izveden pred publikom u Western Front Art Centru u Vancouveru, a televizijsku izvedbu imao je u emisiji „Drugi format“ na 2. programu Hrvatske televizije.  Godine 2013. umjetnik je za ovaj rad dobio prvu nagradu za suvremenu umjetnost T-HTnagrada@msu.hr i time je Martinisov projekt postao dio fundusa Muzeja suvremene umjetnosti. Umjetnikov razgovor sa samim sobom dobio je iste godine i nastavak naslova "Dalibor Martinis iz 2013. razgovara s Daliborom Martinisom iz 2077." u kojem umjetnik ponovo gostuje u emisiji Drugi format, no ovaj puta ne odgovara na svoja pitanja, već ih postavlja »verziji sebe« iz budućnosti, odnosno »imaginarnoj spodobi iz 2077. godine«.

### Slaven Tolj
Slaven Tolj, dubrovački umjetnik, rođen je 1964. godine. Od 1988. godine voditelj je Art radionice Lazareti u Dubrovniku koja djeluje u dva segmenta: Karantena – Festival scenskih umjetnosti (iniciran 1997.) i Galerija Otok. 
Svoju umjetničku karijeru započeo je s umjetnošću performansa krajem 80-ih, zajedno sa svojom tadašnjom suprugom Marijom Grazio, s kojom radi performanse "Uzlazak" (1989.), "Tal" (1990.), "S" u četverokutu (1990.), "Hrana za preživljavanje" (1993.). Suradnja s performerom Ilijom Šoškićem imala je presudnu ulogu u artikuliranju Toljevog daljnjeg umjetničkog rada, kako tvrdi sam umjetnik.
Prvi performansi koje Slaven Tolj radi s Marijom Grazio bili su inspirirani radom Marine Abramović i Ulaya. Performans "Hrana za preživljavanje" nastaje u ratnom kontekstu opkoljenog Dubrovnika, a iniciran je limenkom hrane iz humanitarne pomoći na kojoj je pisalo "Hrana za preživljavanje". Performans se sastojao od toga da su se Tolj i Marija Grazio hranili s tom nedefiniranom kašom, jedući hranu jedno s drugog direktno s kože, odnosno svojih tijela.
Za razliku od većine umjetnika performansa u Hrvatskoj Slaven Tolj vrlo često dotiče granice tjelesne izdržljivosti te se igra s motivom smrti i suicida. Tolj izvodi strukturno slične performanse - "Bez naziva/U očekivanju Willija Brandta" - u kojemu na terasi sarajevske kafane Čulhan ispija mješavinu travarice i šljivovice, kao simboličko isplaćivanje duga razaranjima u Dubrovniku i Sarajevu, te performans "Globalizacija", gdje ispija mješavinu whiskeyja i votke, kao simbolički čin pomirenja kulturnih razlika, na kraju kojega završava u bolnici zbog predoziranja alkoholom.
U dva Toljeva performansa direktno se pojavljuje motiv suicida: u performansu "Suicid", koji je izveo u Parizu na Via festivalu i u Galeriji Emil Filla u Češkoj 1998. godine, i u "Globalizaciji", koja je gotovo i doslovno završila smrću. Za performans u kojem je simulirao samoubojstvo pomoću šake žvakaćih guma, umjesto tableta, citira scenu iz "Posljednjeg tanga u Parizu", Brandov odlazak u kojem kao posljednju gestu na rub balkona lijepi žvakaću gumu u kojoj ostaje njegov posljednji dah i slina. U performansu "Globalizacija"  koristi slične elemente kao u performansu "U očekivanju Willija Brandta", ali je riječ o dva potpuno različita pristupa. "Dok je u sarajevskom slučaju riječ o simboličnoj gesti isprike, jer tamo nikome nije trebalo još jedno truplo" objašnjava Tolj; "u New Yorku se vraćam konceptu simulacije suicida, a gesta je više cinična i prema sebi i prema pozicijama moći. Ipak, takvo radikalno iskustvo – dva dana sam proveo u nesvjesnom stanju – pomoglo je da izbacim lošu energiju i osjećaj bespomoćnosti. Mrak koji sam potražio u performansu simbolički je povratak u sigurnost, iako je naizgled riječ o još jednoj simulaciji suicida."
Performans "Bez naziva" kojeg Tolj izvodi u Valenciji 1993. godine završava umjetnikovim zabadanjem korotnoga gumba na vlastita prsa, a u okviru performansa "Koordinacija", izvedenog 2004. umjetnik si daje tetovirati na lijevom ramenu logotip Art radionice Lazareti. Slaven Tolj objašnjava obje akcije: "riječ je o trajnom obilježavanju stavljanjem znaka na tijelo: u Valenciji prišivanjem korotnoga gumba označavam bol kao trajno žalovanje, a u performansu "Koordinacija" tetoviranjem logotipa pristajem na trajnu vezanost za Art radionicu Lazareti nakon što sam u potpunosti postao svjestan koliko sam obilježen i koliko pripadam tom prostoru."

### Siniša Labrović
Siniša Labrović rođen je 1965. godine u Sinju. Profesor je hrvatskog jezika i književnosti i konceptualni umjetnik.
Performans kojim se Labrović probio izveden je 2005. godine u sklopu programa “Operacija: grad” u staroj Badelovoj tvornici. Tada se sa sedam ovaca zatvorio na tjedan dana u improvizirani tor unutar tvornice, što moglo pratiti 24 sata na Iskonovu portalu. Gledatelji su mogli svaki dan glasovati koja će ovca ispasti, a priča o reality showu s ovcama obišla je cijeli svijet te izazvala prosvjed Prijatelja životinja.
Godine 2007. Labrović je izveo performans "Gloria", prvo na splitskoj rivi, a zatim i u Rijeci i Zagrebu. Svirao je gusle i u desetercu prepjevavao zatvorenih očiju novinske tekstove iz tjednika Gloria. Umjetnik je uzeo tekstove u kojima piše o događanjima na europskim kraljevskim dvorovima, o problemima poznatih glumačkih parova te ljubavnim jadima hrvatskih estradnih zvijezda, čak je prepjevao i reklamne oglase za tablete protiv bolova i kondome.      
U performansu "Zašto ližem pete svojoj publici" Labrović je doslovno lizao pete gledateljima performansa. Taj čin Labrović obrazložava: "Kada ližem pete publici, tada želim reći da danas više nema neke instance koja je izdvojena iz društva i stoluje kao sudac, kao nekad kralj ili car. Danas je navodna demokracija u kojoj publika delegira moć ili uspjeh glumcima, političarima i u krajnjem slučaju umjetnicima."
Njegov, vjerojatno najekstremniji performans je "Kažnjavanje" u kojem se umjetnik bičuje svaki puta kada netko od publike napusti prostor u kojem se performans odvija. Labrović objašnjava značenje performansa sljedećim riječima: "Svaka odluka u tom performanceu nosi svoje posljedice. Publika je kažnjena mojim mirovanjem ako nitko ne izađe, a ako netko izađe, kažnjen je time što ne vidi svoj udarac. A ja se kažnjavam jer sam izgubio jednog čovjeka. Svatko preuzima -svoj dio kazne ili krivnje. Tim se radom referiram na nekoć vrlo aktualne performance u kojima su se umjetnici kažnjavali. Dio tih radova bio mi je besmislen jer su izlagali bol ili kažnjavanje kao takve, bez uzroka ili posljedica."

## Ostali umjetnici
- Željko Jerman
- Vlasta Žanić
- Siniša Labrović
- Ivana Keser
- Aleksandar Battista Ilić
- Milan Božić
- Božidar Jurjević
- Milijana Babić
- Damir Stojnić
- Zlatko Kopljar
- Boris Bakal
- Boris Šincek
- Nemanja Mutić
- Josip Zanki
- Sandra Sterle
- Božena Končić Badurina
- Igor Grubić
- Marijan Crtalić
- Zlatan Dumanić

## Galerija
- Tomislav Gotovac, "100 – Fućkanje", 1979.
- Tomislav Gotovac, "Weekend Art Hallelujah the Hill", 1995-2005.
- Vlasta Delimar, "Lady Godiva", 2001.

## Vanjske poveznice
- Kolanović, Gordana. Dalibor Martinis postavlja pitanje svojoj budućoj verziji iz 2077., tportal.hr., 26. ožujka 2013.
- Muzej suvremene umjetnosti[neaktivna poveznica], posjećeno 4. lipnja 2013.
- Vlasta Delimar Štaglinec pretvorila je u meku za performere, Večernji list, 1. lipnja 2013.
- Knjiga i film 'Apsolutni umjetnik', posjećeno 4. lipnja 2013.
- Festival performansa 'Moja zemlja 2013. Večernji list, 28. svibnja 2013.
- Dalibor Martinis, službena stranica
- Tomislav Gotovac na IMDb-u
- Vlasta Žanić, performans Maraške
- Intervju sa Slavenom Toljem